# اسنوپر و بلبر
اسنوپر و بـِلَبـِر (انگلیسی: Snooper and Blabber) نام یکی از بخش‌های جنبی مجموعهٔ تلویزیونی ماجراهای کوئیک درا مک‌گرا است که مابین سال‌های ۱۹۵۹ تا ۱۹۶۲ میلادی منتشر شد.
این دو، یک گربه و موشِ کارآگاه هستند که صداپیشگیِ هر دوی آنها توسط داز باتلر انجام شد. نامِ کاملِ موش، «بـِلَبـِر ماوس» (Blabber Mouse)، نوعی اقتباس و بازیِ آوایی هوشمندانه با واژهٔ «بـِلَبـِرماوث» (Blabbermouth) به معنی وراج و پُرحرف است که اشاره به شخصیتِ این موشِ پُرحرف داشت. نامِ کامل گربه هم «سوپر اسنوپر» است که ریاست و هدایت این تیم دونفرهٔ پلیسی را به عهده دارد.